# 信州ワンデーパス
信州ワンデーパス（しんしゅうワンデーパス）とは、東日本旅客鉄道（JR東日本）長野支社が発売する特別企画乗車券（トクトクきっぷ）である。

## 概要
長野県内のJR東日本の路線の（山梨県峡北地域と新潟県中越地方の一部も含む）ほぼ全域と、しなの鉄道北しなの線の長野駅 - 豊野駅間がフリーエリアとなっており、普通列車・快速列車の普通車自由席が乗り放題の一日乗車券である。
かつては、夏季・冬季などの季節限定での発売だったが、2009年より通年発売となった。

## 発売額・有効期限・発売箇所
発売額（2020年現在）
大人 2,680円・小児 1,050円
有効期間
1日間（通年利用可能）
なお、有効期間内に乗車中の列車で日付を跨いだ場合は、降車しない限りフリーエリア内の終着駅まで利用可能。
発売箇所
利用開始日の1ヶ月前から、フリーエリア内の主な駅の指定席券売機・みどりの窓口・びゅうプラザ・主な旅行会社で発売。

## フリーエリア
2020年現在
- ※北陸新幹線や、特急列車（あずさ・しなの・信州）は別途特急券等を購入すれば乗車可能。
- のってたのしい列車（おいこっと・リゾートビューふるさと・HIGH RAIL 1375など）についても、別途指定席券を購入すれば乗車可能。

| 鉄道会社   | 路線名     | フリーエリア                  | 備考                                                   |
| ---------- | ---------- | ----------------------------- | ------------------------------------------------------ |
| JR東日本   | ■中央東線  | 小淵沢駅 - 塩尻駅間           | みどり湖駅経由・辰野駅経由（辰野支線）どちらも利用可能 |
| JR東日本   | ■小海線    | 小淵沢駅 - 小諸駅間（全線）   |                                                        |
| JR東日本   | ■篠ノ井線  | 塩尻駅 - 篠ノ井駅間（全線）   |                                                        |
| JR東日本   | ■大糸線    | 松本駅 - 南小谷駅間           |                                                        |
| JR東日本   | ■信越本線  | 篠ノ井駅 - 長野駅間           |                                                        |
| JR東日本   | ■飯山線    | 豊野駅 - 越後川口駅間（全線） | 豊野駅より北しなの線を経由し、全列車長野駅へ乗り入れ   |
| JR東日本   | 北陸新幹線 | 軽井沢駅 - 飯山駅間           | ※別途特急券が必要                                      |
| しなの鉄道 | 北しなの線 | 長野駅 - 豊野駅間             |                                                        |

### 過去のフリーエリア
- 信越本線（豊野駅 - 黒姫駅間）[3]
2015年3月14日の北陸新幹線長野駅 - 金沢駅間の延伸開業に伴い、JR東日本から第三セクター（しなの鉄道）へ転換したため、前日をもって除外。
飯山線との連絡の関係上、前掲のとおり長野駅 -豊野駅間のみ転換後も引き続きフリーエリアに入っている。